# AnnaLynne McCord
AnnaLynne McCord (Atlanta, Geórgia, 16 de Julho de 1987) é uma atriz estadunidense, mais conhecida por seu papel recorrente em Nip/Tuck como Eden Lord, e em 90210 como Naomi Clark.

## Biografia

### Vida pessoal
AnnaLynne McCord nasceu em Atlanta, no estado da Geórgia, no dia 16 de julho de 1987. Já namorou o ator Kellan Lutz e namora com o Dominic Purcell.

### Carreira
McCord começou sua carreira em pequenas participações no filme Transporter 2 e na série de televisão The O.C.. Em seguida surgiram papéis como atriz convidada em episódios de Ugly Betty, Cold Case, Close to Home e  CSI: Miami. Em 2007, a atriz foi convidada a participar da telenovela American Heiress da MyNetworkTV, e após o fim desta já estava escalada para Rules of Deception, quando o projeto foi cancelado.
Ainda em 2007, a atriz ganhou o papel de Eden Lord no popular seriado Nip/Tuck, e pouco depois foi convidada para filmes como Sirens of the Caribbean, The Haunting of Molly Hartley e Fired Up. Um dos seus papeis de destaque, foi a rica e popular Naomi Clark na série 90210.

## Filmografia

### Televisão
- 2016 Beauty and The Beast
- 2016 "Lucifer (série de televisão)" como Delilah
- 2014 Stalker (série de televisão) como Nina Preston
- 2014 Dallas como Heather[2]
- 2008/2013 90210 como Naomi Clark
- 2008 Nip/Tuck como Eden Lord
- 2007 Greek como Destiny
- 2007 American Heiress como Loren Wakefield
- 2007 CSI: Miami como Sherry Williamson
- 2007 Ugly Betty como Petra
- 2007 Cold Case como Becca Crossan
- 2006 Close to Home como Sara
- 2006 The OC como Emily

### Cinema
- 2015 Watch Your Back como Sarah Miller

- 2014 Gutshot Straight como May

- 2014 The Christmas Parade como Hailee Anderson

- 2014 Scorned como Sadie
- 2012 Excision como Pauline
- 2011 Blood Out como Anya
- 2011 Gun como Gabriella
- 2010 Two Wolves como Cecelia
- 2009 Slaughter como Lilian
- 2009 Amexica como Anna
- 2009 Fired Up! como Gwyneth
- 2008 The Haunting of Molly Hartley como Suzie
- 2008 Day of the Dead como Nina
- 2007 Sirens of the Caribbean como Simone "Morning"